# Bustul dr. Constantin Caracaș
Bustul dr. Constantin Caracaș este opera sculptorului român Mihai Onofrei (1896 - 1980).
Bustul, realizat din beton, este așezat pe un soclu înalt de beton placat cu granit cenușiu. Pe soclu este fixată o placă de marmură pe care este următoarea inscripție:
| DR. CONSTANTIN CARACAȘ 1773 - 1828 A INIȚIAT ÎNFIINȚAREA SPIALULUI FILANTROPIA ÎN ANUL 1813 |

Lucrarea este înscrisă în Lista monumentelor istorice 2010 - Municipiul București - la nr. crt. 2333, cod LMI B-III-m-B-20015.
Monumentul este amplasat în curtea Spitalului Filantropia situat pe Bulevardul Ion Mihalache 1-5, sector 1.

## Constantin Caracaș
Constantin Caracaș (1773 - 1828) a fost un aromân născut în localitatea Satiște din sangiacul Monastir, Imperiul Otoman, (azi în Macedonia). A făcut studii la Viena unde a obținut titlul de doctor în filozofie și medicină (1800). A practicat medicina la început alături de tatăl său, Dimitrie Caracaș, la spitalul Sfântul Pantelimon. Numit medic al orașului București în anul 1804 a inițiat construirea Spitalului Filantropia (1811-1815) și refacerea spitalului Sfântul Pantelimon (1816) după modelul spitalelor vieneze. A stabilit primul regulament modern de organizare și funcționare spitalicească de la noi (1817).
A scris o monografie istorică și sanitară consacrată Țării Românești.